# Setantops elongatus
Setantops elongatus là một loài tò vò trong họ Ichneumonidae.